# Holografie

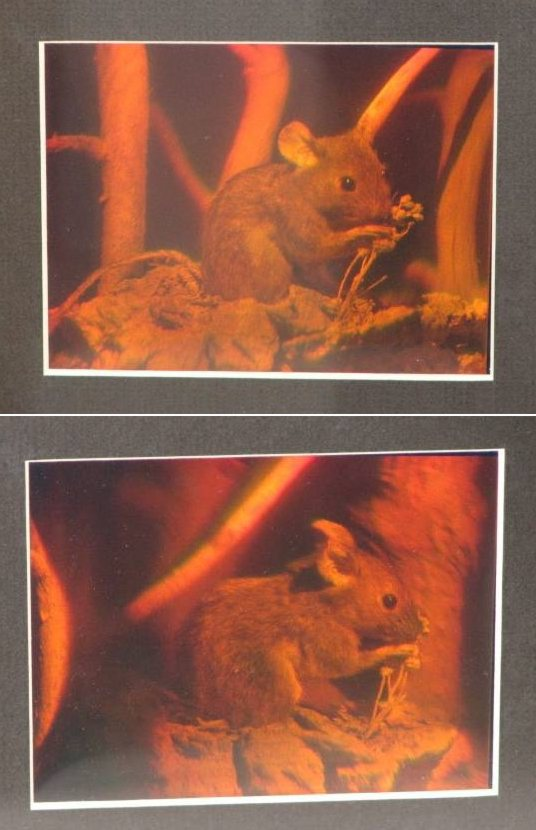
Zwei Ansichten desselben Hologramms aus verschiedenen Blickwinkeln

Unter Holografie (auch Holographie, von altgriechisch ὅλος holos, deutsch ‚ganz‘, ‚vollständig‘ und -grafie, deutsch ‚schreiben‘) versteht man eine Methode zur Aufzeichnung und Rekonstruktion eines Wellenfeldes. Das Wellenfeld kann von einem beliebigen Objekt ausgehen. Im Gegensatz zur Fotografie werden bei der Rekonstruktion die Intensität und die Phase des Wellenfeldes rekonstruiert. Dadurch scheinen die Motive bei der Betrachtung frei im Raum zu schweben. Bei seitlichen Bewegungen kann dabei auch um ein Objekt herumgesehen werden und bei beidäugiger Betrachtung entsteht ein vollständig dreidimensionaler Eindruck.
Holografische Verfahren werden auch in der Messtechnik eingesetzt, zum Beispiel zur Messung von kleinen Oberflächendeformationen. Als Hologramm (altgriechisch γράμμα gramma, deutsch ‚Geschriebenes‘, ‚Botschaft‘), auch Speicherbild, bezeichnet man eine mit holografischen Techniken hergestellte Aufnahme, die bei Beleuchtung mit kohärentem Licht ein echtes dreidimensionales Abbild des Ursprungsgegenstandes wiedergibt.
Die entscheidenden Ideen zur Holografie einschließlich des Begriffs wurden 1947 von dem ungarischen Ingenieur Dennis Gábor geprägt, der einen Weg zur Verbesserung von Elektronenmikroskopen suchte, zu einem Zeitpunkt, als kohärente Strahlungsquellen nicht einfach herzustellen waren, da der Laser noch nicht existierte. Für seine Arbeiten erhielt Gábor 1971 den Nobelpreis für Physik.

## Historische Entwicklung
Als „Erfinder“ der Holografie gilt der Ingenieur Dennis Gábor. Seine Entdeckung im Jahre 1947 sollte allerdings ursprünglich nicht dazu dienen, Objekte dreidimensional abzubilden, sondern das Auflösungsvermögen von Mikroskopen zu verbessern.
Schon 1920 wollte der polnische Physiker Mieczysław Wolfke die mikroskopische Abbildung in zwei Stufen unterteilen, indem man zuerst ein Zwischenbild mit Strahlen kurzer Wellenlänge (z. B. Röntgenstrahlen) erzeugt. In der zweiten Stufe sollte man das Zwischenbild mit normalem Licht betrachten können. Doch scheiterte die Realisierung damals an experimentellen Schwierigkeiten. Erst Dennis Gábor konnte 28 Jahre später mit einem Modellversuch zur Realisierung des zweistufigen Abbildungsverfahrens den Grundstein zur Holografie legen. Sein besonderes Verdienst bestand darin, gezeigt zu haben, wie die Information über die Phasen des Zwischenbilds durch Überlagerung der vom Objekt ausgehenden Welle und einer Referenzwelle auf direktem Weg gewonnen und fotografisch festgehalten werden kann.
Gábor zeichnete das Hologramm eines kleinen 2 mm² großen Dias auf. Darauf standen die Namen dreier Physiker: Christiaan Huygens, Thomas Young und Augustin Jean Fresnel. Jedoch waren seine damaligen Möglichkeiten beschränkt, denn er musste beispielsweise eine Quecksilberdampflampe als Lichtquelle verwenden. Er arbeitete mit Hilfe eines Farbfilters und einer Lochblende, um die Kohärenz zu steigern, was wiederum einen enormen Intensitätsverlust zur Folge hatte. Seinen Aufnahmeaufbau bezeichnet man als „In-line-Methode“, da sämtliche Elemente in einer Reihe aufgebaut werden. Dabei verwendete er nur einen einzigen Lichtstrahl, d. h. er arbeitete noch ohne räumlich getrennte Referenz- und Objektwellen. Das von ihm verwendete Dia war mit Ausnahme der schwarzen Buchstaben transparent. Das Licht wird an den Buchstabenrändern gebeugt, der kohärente Hintergrund, der Interferenzen erst ermöglicht, stammt von den transparenten Bereichen.
Das Ergebnis war weniger befriedigend, da die drei Namen des Originals relativ schlecht zu erkennen waren und das Hologramm durch viele dunkle Flecken gestört wurde. Was ihn überraschte, war das Zustandekommen eines zweiten Bildes, das sich störend auf die Betrachtung auswirkte, da es sich mit dem eigentlichen Bild überlagerte. Dieses zweite Bild wird auch pseudoskopisches oder reelles Bild genannt, da es alle konkaven Wölbungen des Objekts konvex wiedergibt und umgekehrt alle konvexen Wölbungen konkav.
Nach dem Erscheinen seiner Forschungsarbeiten 1949 und 1951 kehrte er diesem Gebiet enttäuscht den Rücken, weil er selbst mit seinen Ergebnissen unzufrieden war.
Im Jahre 1959 erfuhr Gábor überraschend, dass es den beiden amerikanischen Wissenschaftlern Emmett Leith und Juris Upatnieks gelungen war, gute dreidimensionale Abbildungen von Objekten zu erzeugen, deren Herstellung zum größten Teil auf Gábors theoretischen Grundlagen beruhte. Sie führten das Zwei-Strahl-Verfahren ein, um das Problem des doppelten Bildes zu vermeiden. Nun konnte man das virtuelle Bild hinter dem Film getrennt vom reellen Bild vor dem Film begutachten. Als dann ein Jahr später der erste Laser von Theodore Maiman erfunden wurde (ein Rubinlaser) und 1963 der Helium-Neon-Laser, begann die Blütezeit der Holografie. 1963 wurden von E. Leith und J. Upatnjeks erfolgreich holografische Versuche mit Lasern durchgeführt. Schlagartig kam die Erfindung Gábors, für die zuvor keine Zukunft gesehen wurde, zu neuem Ansehen und zog die Interessen vor allem in den sechziger und siebziger Jahren auf sich.
1971 wurde Gábor für seine Entdeckungen mit dem Nobelpreis für Physik ausgezeichnet, 23 Jahre nach der Erfindung der Holografie.

### Chronologie
- 1947 entwickelte Dennis Gábor das Prinzip der Holografie, ursprünglich mit der Intention, das Auflösungsvermögen von Elektronenmikroskopen zu verbessern. Zunächst war er auf die Verwendung gefilterter Lichtquellen angewiesen und arbeitete mit dem Prinzip der In-line-Holografie.[1][2][3]
- 1960 Erfindung des Lasers durch Theodore Maiman.[4]
- 1963 Verbesserung der Aufnahmetechniken durch Emmett Leith und Juris Upatnieks durch Teilung der Aufnahmeanordnung in getrennten Objekt- und Referenzstrahl.[5]
- 1964 Produktion des ersten Hologramms durch Leith und Upatnieks („Train and Bird“).[6]
- 1965 Erfindung der Weißlichtholografie durch Juri Nikolajewitsch Denisjuk.[7]
- 1965 Erfindung der Holografischen Interferometrie durch Karl A Stetson und Robert L Powell sowie weitere Forschergruppen.[8][9][10][11][12]
- 1967 Durch einen Rubin-Puls-Laser wird das erste Hologramm einer Person möglich.[13]
- Ab 1967 Die Computer Generierte Holografie (CGH), auch Synthetische Holografie genannt, wird von B. R. Brown, Adolf Lohmann und anderen entwickelt.[14]
- Ab 1967 Digitale Holografie: Joseph W. Goodman und R. W. Lawrence zeichnen Hologramme zweidimensionaler Strukturen mit Bildaufnahmesensoren (Vidicons) auf und rekonstruieren sie numerisch.[15]

Kronrod, Merzlyakov und Yaroslavskii digitalisieren fotografisch aufgezeichnete Hologramme und rekonstruieren sie mit dem Computer (englischsprachige Veröffentlichung 1972).
- 1968 Stephen A. Benton erfindet die Regenbogen-Transmissionsholografie.[17]
- 1971 Verleihung des Nobelpreises für Physik an Dennis Gábor für die Erfindung der Holografie.
- 1978 Nils Abramson erfindet die Light-in-Flight-Holografie.[18]
- 1993 Digitale Holografie: Ulf Schnars und Werner Jüptner zeichnen Hologramme makroskopischer Objekte direkt mit CCD-Sensoren auf und rekonstruieren sie numerisch.[19][20]
- seit ca. 1990 Verwendung von Hologrammen als Echtheitszertifikate auf Produktverpackungen, Büchern, Banknoten und Identitätsausweisen.
- ab 1999 Holografische Speicher werden entwickelt.[21]

## Physikalische Grundlagen
Bei der Schwarzweißfotografie wird lediglich die Intensität des einfallenden Lichtes auf dem Film gespeichert. Bei der Farbfotografie nimmt man zusätzlich noch die Farbe, also die Frequenz des Lichtes auf.
Bei der Holografie werden nun die Phase und die Intensität gespeichert. Dies geschieht mit Hilfe der Interferenz. Um präzise Interferenzmuster zu erzeugen, verwendet man kohärentes Licht, in der Regel einen Laserstrahl, der mittels Streulinsen aufgeweitet wurde.

### Aufnahme

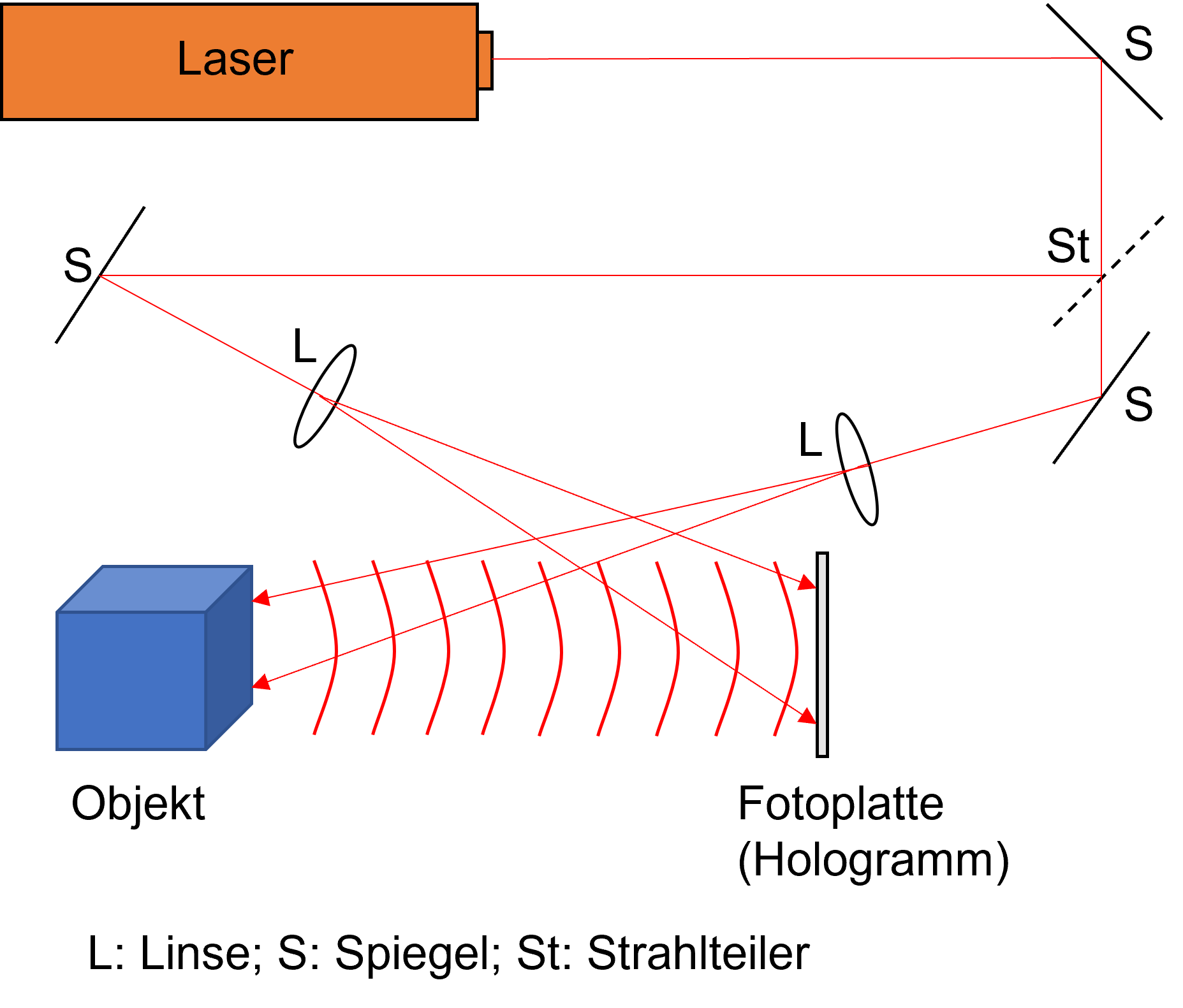
Aufnahme eines Hologrammes

Beleuchtet man ein beliebiges Objekt mit kohärentem Licht, wird das Licht reflektiert und gestreut. Es entsteht ein Wellenfeld, das mit den Augen wahrgenommen werden kann. Dieses Wellenfeld wird Objektwelle genannt. Die Objektwelle überlagert sich mit dem einfallenden, ungestreuten Licht (der sogenannten Referenzwelle) desselben Lasers, d. h., die Wellenfronten interferieren miteinander. Die entstehenden Interferenzmuster treffen auf eine Glasplatte oder einen Film, auf der sich eine lichtempfindliche Schicht befindet. Die Schicht reagiert nur auf die Intensität des Lichtes, durch die Interferenz der Wellenfronten wird aber die relative Phase (zwischen Objekt- und Referenzwelle) aufgezeichnet.
Voraussetzung für die Aufzeichnung von Hologrammen ist die zeitliche und räumliche Stabilität der durch die Überlagerung der Wellenfelder ausgebildeten Interferenzmuster. Die aufzuzeichnenden Objekte dürfen sich während der manchmal Minuten dauernden Belichtungszeit nicht bewegen. Um ein Hologramm aufnehmen zu können, müssen deshalb die Aufnahmeapparatur und das Objekt räumlich fixiert werden. Meist wird der komplette holografische Aufbau auf einem schwingungsfreien Tisch montiert. Solch ein Tisch besitzt eine große Masse. Oftmals bestehen diese Tische aus mehreren Tonnen schweren Stahl- oder Steinplatten, die auf mechanisch oder pneumatisch gedämpften Füßen stehen. Alternativ können auch Pulslaser verwendet werden. In diesem Fall wirken sich die Schwingungen nicht auf die Bildqualität aus und es kann auf den schwingungsdämpfenden Tisch verzichtet werden.
Entwickelt man nun den Film, so wird das Interferenzmuster aufgezeichnet. Das Hologramm besteht aus einem Muster von schwarzen (Interferenzmaxima) und weißen (Interferenzminima) Linien. Die Linien haben eine sehr hohe Ortsfrequenz (sie liegen sehr nahe beieinander), und ein normaler Fotofilm wäre nicht in der Lage, solch feine Strukturen aufzuzeichnen. Mit bloßem Auge sind sie nicht zu erkennen.

### Rekonstruktion

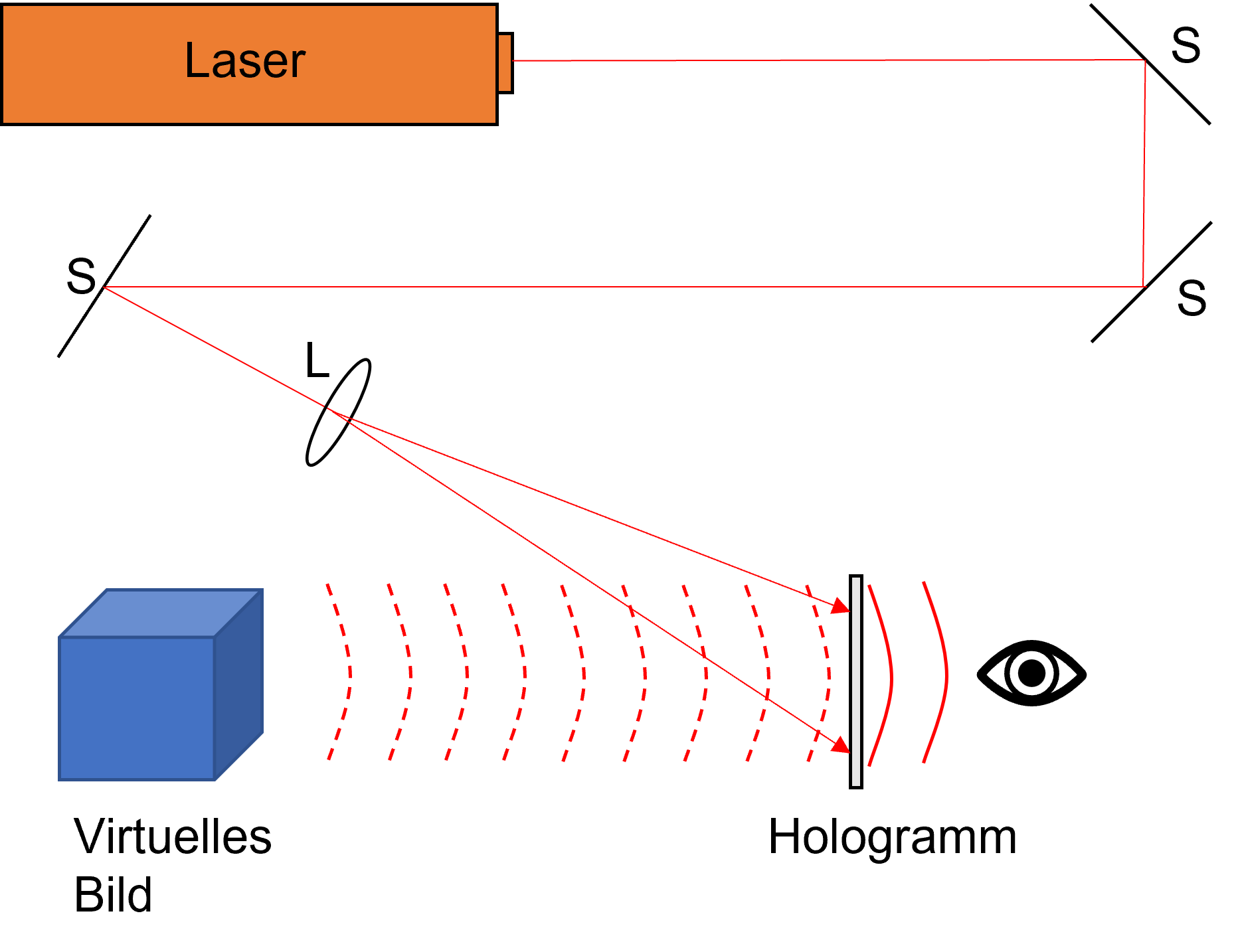
Rekonstruktion eines Hologrammes

Bei der Rekonstruktion beleuchtet man das Hologramm mit einer Welle, die mit der Referenzwelle identisch ist. Dabei wird das Licht am Interferenzmuster gebeugt, und es entsteht eine exakte Kopie der Objektwelle. Hinter dem Hologramm (mit Blick in Richtung Fotoplatte und Lichtquelle) sieht man also den abgebildeten Gegenstand wie durch ein Fenster. Daher nennt man solche Hologramme auch Transmissions- oder Durchlichthologramme, weil Laser und Betrachter sich auf verschiedenen Seiten befinden.
Da auch das ganze Wellenfeld vor und hinter dem aufgezeichneten Objekt rekonstruiert wird, können die Augen des Betrachters das Bild jeweils aus leicht verschiedenen Richtungen (Augenabstand) sehen. Das Gehirn ist dadurch in der Lage, einen räumlichen Eindruck herzustellen. Dieser wird dadurch weiter verstärkt, dass man sich sogar im Wellenfeld hin- und herbewegen und so den Gegenstand aus verschiedenen Perspektiven und, in begrenztem Ausmaß, auch um ihn herum sehen kann.

Jeder Punkt des abgebildeten Objektes beeinflusst das Wellenmuster des gesamten holografischen Bildträgers. Wenn also ein Hologramm zerteilt wird, kommt bei der Rekonstruktion jedes Einzelteils noch immer das ganze Bild zustande. Das Aufteilen des Hologramms in einzelne Stücke führt lediglich zu einer Verschlechterung der Auflösung des Bildes und zu einer Verringerung des räumlichen Bildwinkels.

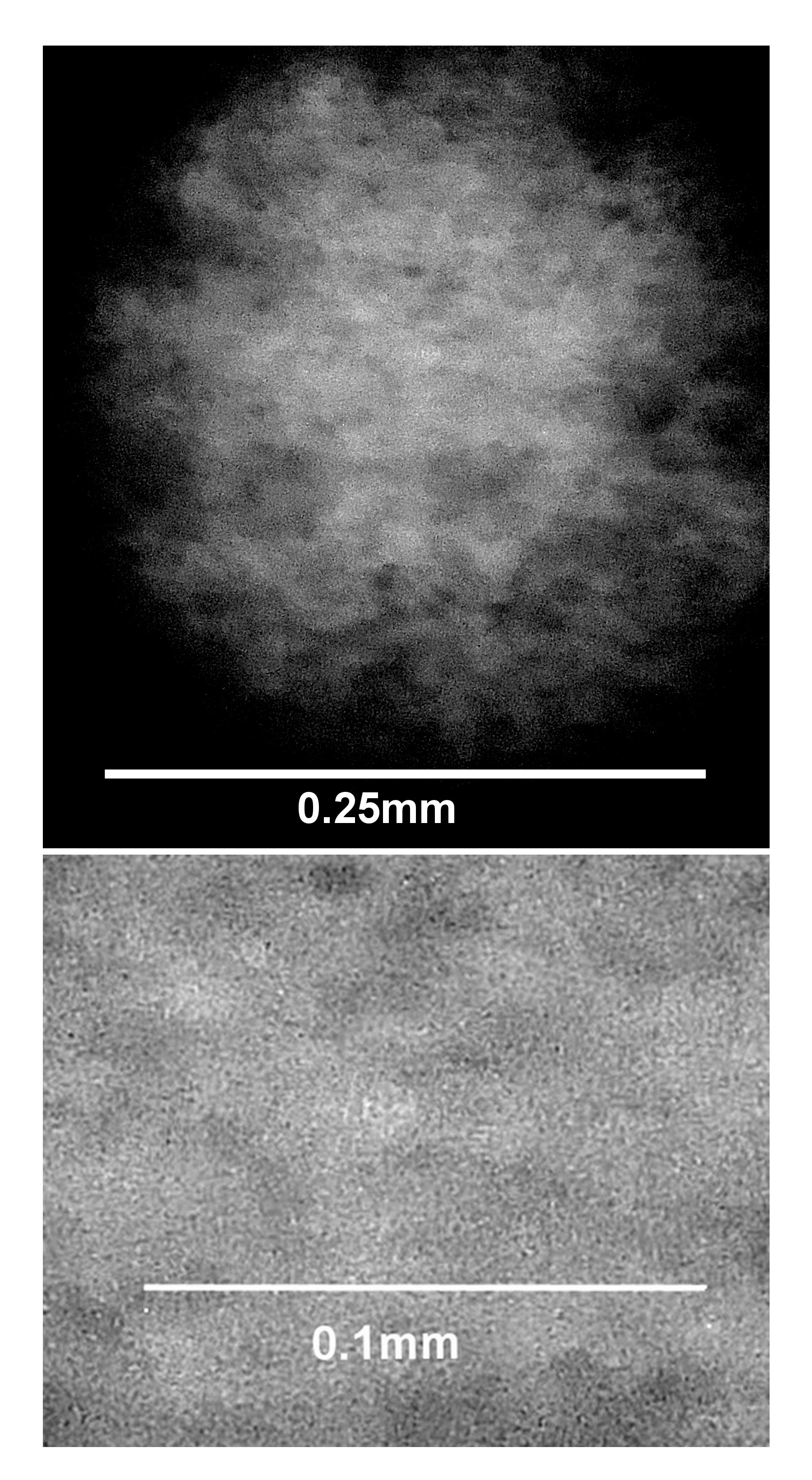
Mikroskopische Aufnahme eines kleinen Ausschnitts eines Transmissionshologramms. Die Information über den Gegenstand ist in der holografischen Struktur kodiert. Die Aufnahme wurde vor dem Bleichen, d. h. vor der Konvertierung der Schwärzungsverteilung in ein Phasenhologramm, aufgenommen.

### Mathematische Beschreibung
Dieses Kapitel setzt Kenntnisse in der Beschreibung von Wellen sowie im Umgang mit komplexen Zahlen voraus. Es kann aber, ohne den Gesamtkontext zu verlieren, ausgelassen werden.
Die Elektrische Feldstärke einer Lichtwelle kann durch die komplexe Funktion {\displaystyle E=Ae^{i\phi }} beschrieben werden. {\displaystyle A} ist hier die reelle Amplitude (der Betrag von {\displaystyle E}), {\displaystyle \phi } ist die Phase und {\displaystyle i} bezeichnet die imaginäre Einheit. Alternativ kann auch die magnetische Feldstärke zur Beschreibung herangezogen werden. Im Folgenden bezeichnet {\displaystyle E_{0}} die Feldstärke der Objektwelle in der Ebene der Fotoplatte, {\displaystyle E_{R}} die Feldstärke der Referenzwelle. {\displaystyle E_{0}} und {\displaystyle E_{R}} sind Funktionen der Ortskoordinaten {\displaystyle (x,y)}, diese Abhängigkeit wird zur Vereinfachung der Schreibweise aber fortgelassen. Die Intensität der überlagerten Objekt- und Referenzwelle wird mathematisch durch das Betragsquadrat der Summe von {\displaystyle E_{0}} und {\displaystyle E_{R}} beschrieben:
{\displaystyle |E_{0}+E_{R}|^{2}=(E_{0}+E_{R})(E_{0}+E_{R})^{*}=|E_{0}|^{2}+E_{0}E_{R}^{*}+|E_{R}|^{2}+E_{0}^{*}E_{R}}
Der * bezeichnet die konjugiert komplexe Größe. Die Fotoplatte wird mit dieser Lichtintensität belichtet. Nach Entwicklung der Fotoplatte wird diese als Hologramm bezeichnet. Die Transmission {\displaystyle T} (Schwärzungsverteilung) des Hologrammes ist der Intensität während der Aufnahme proportional:
{\displaystyle T=k(|E_{0}|^{2}+E_{0}E_{R}^{*}+|E_{R}|^{2}+E_{0}^{*}E_{R})}
Wobei {\displaystyle k} eine von der Belichtungszeit abhängige Konstante ist.
Das Hologramm wird nun zur Rekonstruktion mit der Referenzwelle beleuchtet. Dabei ergibt sich
{\displaystyle E_{R}T=kE_{R}(|E_{0}|^{2}+|E_{R}|^{2})+k|E_{R}|^{2}E_{0}+kE_{0}^{*}E_{R}^{2}}
Die zur Rekonstruktion verwendete Welle muss nicht identisch mit der zur Aufnahme verwendeten Welle sein. Allerdings ergeben sich bei Veränderung von Wellenlänge oder Quellpunkt der Referenzwelle Verzerrungen.
Die drei Terme in der letzten Gleichung können wie folgt interpretiert werden:
- Der erste Term ist die mit einem konstanten Faktor multiplizierte  Referenzwelle, die ungebeugt durch das Hologramm transmittiert wird. Dieser Term wird auch als nullte Beugungsordnung bezeichnet.
- Der zweite Term ist bis auf einen konstanten reellen Faktor die rekonstruierte Objektwelle {\displaystyle E_{0}}. Dadurch entsteht das virtuelle Bild.
- Der dritte Term erzeugt eine phasenkonjugierte Objektwelle {\displaystyle E_{0}^{*}}. Die Wellenfronten divergieren nicht vom Ort des Objektes, sondern konvergieren in Richtung auf ein reelles Bild. Im Unterschied zur Abbildung mit einer Linse sind die Tiefeninformationen im reellen Bild vertauscht. Diese Umkehrung von Vorder- und Hintergrund wird Pseudoskopie genannt, während das virtuelle Bild als orthoskopisch bezeichnet wird. Das reelle Bild ist im Vergleich zum virtuellen Bild auch etwas verzerrt, dies sieht man am komplexen Vorfaktor von {\displaystyle E_{0}^{*}} ({\displaystyle E_{R}^{2}} ist im Gegensatz zu {\displaystyle |E_{R}|^{2}} komplex).  Man kann jedoch ein unverzerrtes reelles Bild erzeugen, indem zur Aufzeichnung und Rekonstruktion eine ebene Referenzwelle verwendet wird, die senkrecht auf das Hologramm fällt.

In der off-axis Holografie sind alle drei Terme räumlich getrennt, so dass sie sich nicht überlagern.
Ein Hologramm ist eine zweidimensionale Aufzeichnung der Interferenz zwischen der Objektwellenfront und der Referenzwelle in der Hologrammebene. Wie gezeigt, wird die Objektwellenfront bei der Rekonstruktion vollständig rekonstruiert. Das bedeutet, dass dadurch die gesamte dreidimensionale Information über die vom Objekt ausgehende Wellenfront wieder verfügbar gemacht wird.
Diese mathematische Ableitung findet man in ähnlicher Form in verschiedenen Lehrbüchern, siehe z. B. Hariharan.

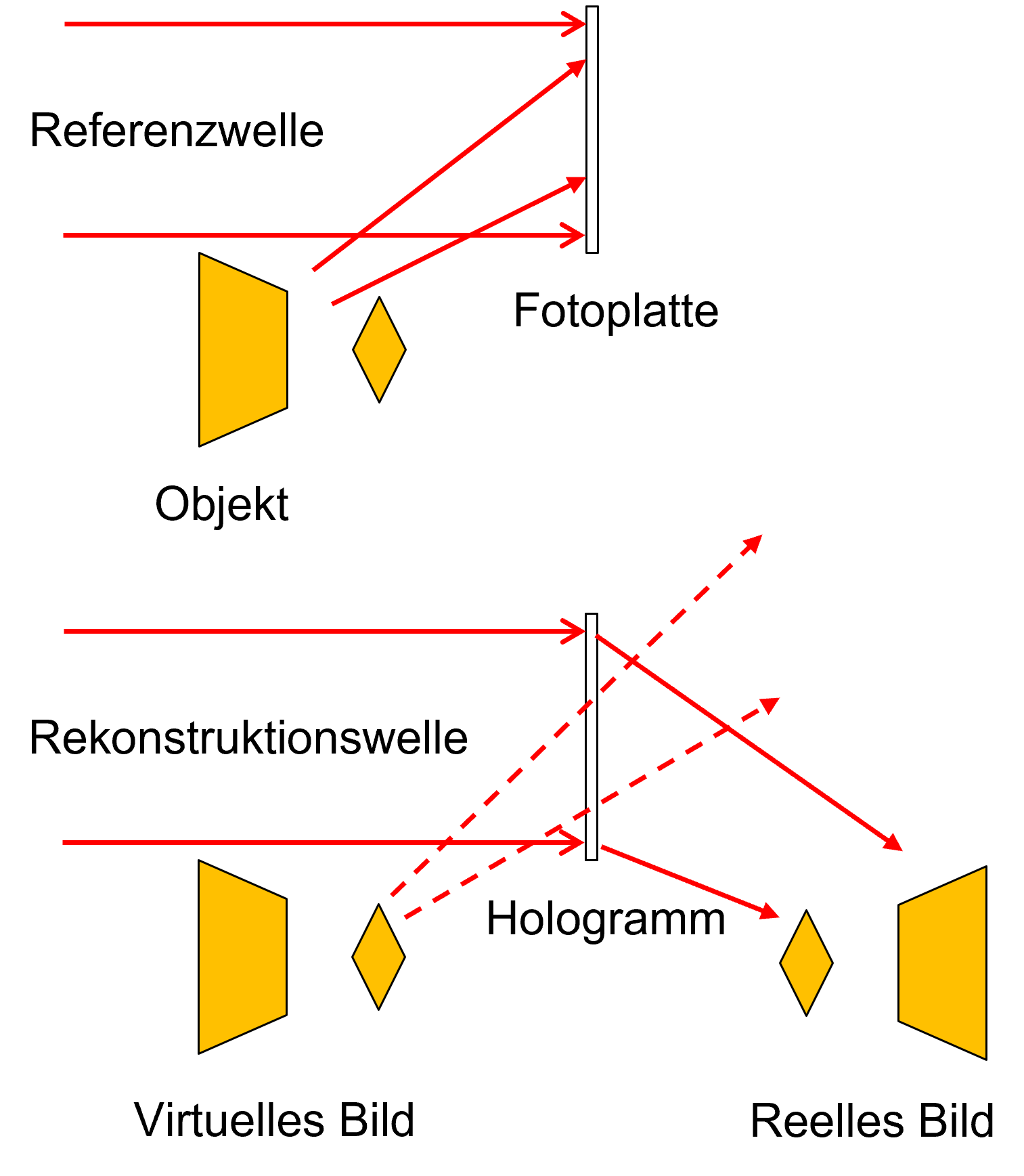
Lage der Bilder in der Holografie für eine ebene Referenzwelle, die senkrecht auf das Hologramm fällt. Oben: Aufzeichnung; unten: Rekonstruktion

## Hologrammtypen
Allgemein lassen sich Hologramme nach den Eigenschaften des Films in Volumen- und Flächenhologramme sowie in Amplituden- und Phasenhologramme einteilen. Abhängig von den Eigenschaften der zur Rekonstruktion verwendbaren Lichtquelle unterscheidet man Weißlichthologramme und Hologramme, die nicht unter weißem Licht rekonstruiert werden können. Weißlichthologramme erzeugen auch ein einfarbiges Bild, die Verwendung von weißem Licht erleichtert aber die Rekonstruktion. Schließlich gibt es auch Hologramme, die in der Rekonstruktion farbige Bilder erzeugen; hierbei müssen zur Aufzeichnung mehrere Laser unterschiedlicher Wellenlänge verwendet werden.

### Flächenhologramme und Volumenhologramme
Bei einem Flächenhologramm (engl. „thin hologram“) wird lediglich die zweidimensionale Interferenzstruktur zwischen Referenz- und Objektwelle gespeichert.
Volumenhologramme befinden sich auf einem Film, dessen Dicke ebenfalls zur Speicherung von holografischen Informationen genutzt wird.

### Amplituden- und Phasenhologramme
Bei einem Amplitudenhologramm wird die Interferenzstruktur zwischen Referenz- und Objektwelle als Schwarzweißfoto gespeichert. Nach fotografischer Entwicklung entsteht das Hologramm. Durch Beugung der  Rekonstruktionswelle an den Strukturen des Hologrammes wird das Objekt rekonstruiert.
Phasenhologramme besitzen dagegen überall die gleiche Transparenz. Das Interferenzmuster, das die holografischen Bilder erzeugt, kommt dann durch die Beugung am Phasengitter zustande. Phasenhologramme können daher durch Oberflächenreliefs gebildet werden, d. h. aus einem Muster aus transparenten Vertiefungen und Erhebungen. In Abhängigkeit der Dicke legen die Lichtstrahlen unterschiedlich lange Wege im Filmmaterial zurück. Das Licht besitzt im Film eine geringere Ausbreitungsgeschwindigkeit als an der Luft, deshalb führen unterschiedliche Dicken im Film zu Phasendifferenzen. Phasenhologramme können aus Amplitudenhologrammen durch chemische Bleichprozesse hergestellt werden. Phasenhologramme können auch als Prägehologramme hergestellt werden. Dabei werden Vertiefungen mit einem Stempel in das Material gedrückt. Dadurch lassen sich mit relativ geringen Kosten Kleinserien von Hologrammen herstellen.
Phasenhologramme haben eine höhere Beugungseffizienz als Amplitudenhologramme.

Aufnahme eines  Transmissionhologramms
Aufnahme eines Reflexionshologramms
Aufnahme eines Denisjuk-Hologramms

Legende:
1. Laser
2. Spiegel
3. Strahlteiler
4. Streulinse
5. Referenzstrahl
6. Objektstrahl
7. Holografischer Film

### Transmissions- und Reflexionshologramme
Bei einem Transmissionshologramm beleuchten die Referenz- und die Objektwelle die Fotoplatte von derselben Seite. Das Hologramm wird dann von der anderen Seite in Transmission betrachtet, d. h. der Beobachter beobachtet das virtuelle Bild durch das Hologramm.
Bei einem Reflexionshologramm beleuchten die Referenz- und die Objektwelle die Fotoplatte von unterschiedlichen Seiten. Da der Winkel zwischen den interferierenden Strahlen in dieser Anordnung bis zu 180 Grad betragen kann, muss der Film ein höheres Auflösungsvermögen als bei zur Aufzeichnung von Transmissionshologrammen haben (siehe unten). Die Interferenzlinien liegen in Schichten parallel zur fotografischen Schicht im Abstand einer halben Wellenlänge. Ein Reflexionshologramm ist daher ein Volumenhologramm. An den Schichten wird die Rekonstruktionswelle reflektiert und dadurch die Objektwelle rekonstruiert.

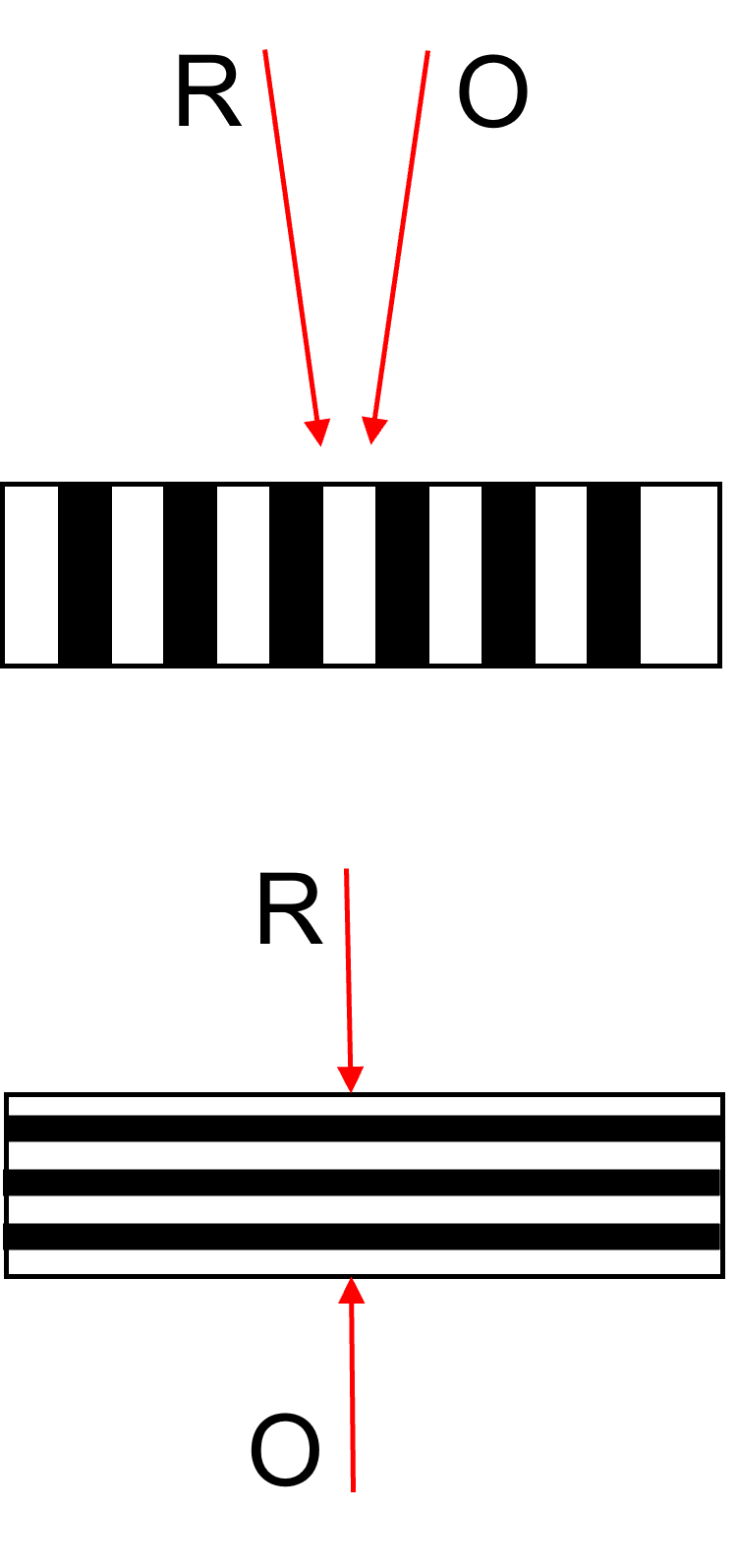
Lage der Interferenzlinien im Hologramm. Oben: Transmissionsholografie; unten: Reflexionsholografie (R: Referenzwelle; O: Objektwelle)

Zur Rekonstruktion von Reflexionshologrammen kann auch eine breitbandige Lichtquelle (weißes Licht) verwendet werden. Bei der Rekonstruktion mit weißem Licht wird vorwiegend die Wellenlänge der zur Aufnahme verwendeten monochromatischen Lichtwelle reflektiert, da nur diese die zum Schichtenabstand (Netzebenenabstand) passende Wellenlänge hat. Nur Volumenhologramme können deshalb Weißlichtreflexionshologramme sein. Allerdings kann es durch Schrumpfung der entwickelten Fotoplatte zu einer Verschiebung des Wellenlängenmaximums zu kürzeren Wellenlängen kommen. Zur Rekonstruktion sind besonders Halogenlampen geeignet, da diese einen kleinen Glühfaden haben und daher im Vergleich zu normalen Glühlampen eine höhere räumliche Kohärenz aufweisen.

### Denisjuk-Hologramme
Im Jahr 1963 erfand der sowjetische Physiker Juri Nikolajewitsch Denisjuk ein einfacheres Verfahren, Reflexionshologramme herzustellen. Bei der Denisjuk-Holografie wird im Gegensatz zur normalen Reflexionsholografie der Laserstrahl nicht geteilt. Der Laserstrahl wird durch eine Linse aufgefächert und durchleuchtet als Referenzstrahl den holografischen Film. Hinter dem Film befindet sich das aufzunehmende Objekt, das den Referenzstrahl teilweise zurück zum Film reflektiert. Der entstehende Objektstrahl und der Referenzstrahl treffen von unterschiedlichen Seiten auf den Film und interferieren, wodurch in ihm ein stehendes elektromagnetisches Wellenfeld entsteht, das vom Film aufgenommen wird. Denisjuk-Hologramme können wie alle Reflexionshologramme unter weißem Licht rekonstruiert werden.
Im Gegensatz zur „normalen“ Reflexionsholografie (siehe oben) kann das Intensitätsverhältnis bei der Denisjuk-Holografie nicht variiert werden. Ein Vorteil dieser Methode im Vergleich zu allen anderen Hologrammtypen ist der sehr einfache Aufbau. Zur Hologrammaufzeichnung benötigt man lediglich einen Laser mit Aufweitungslinse und den hochauflösenden Film. Deshalb wird diese Methode gern bei Praktikumsversuchen eingesetzt.

### Bildebenenhologramme
In der Bildebenenholografie wird zunächst ein Bild des Objektes erzeugt. Dieses Bild wird dann mit der Referenzwelle überlagert. Das Bild kann mit einer Linse entsprechend großer Apertur erzeugt werden, oder es wird in einem zweistufigen Prozess zunächst ein sog. Masterhologramm hergestellt. Das aus dem Masterhologramm rekonstruierte reelle Bild wird dann im zweiten Schritt mit der Referenzwelle überlagert.
Bildebenenhologramme haben die Eigenschaft, dass ihre holografischen Bilder in der Filmebene zu schweben scheinen. Dieser Effekt beruht darauf, dass das Bild sowohl vor als auch hinter der Hologrammebene entsteht.

### Regenbogenhologramme
Die Regenbogenholografie stellt eine weitere Möglichkeit dar, Weißlichthologramme herzustellen. Es wird zunächst ein Master-Transmissionshologramm hergestellt. Das aus diesem Masterhologramm rekonstruierte reelle Bild wird wie in der Bildebenenholografie auf eine Fotoplatte projiziert und dort mit der Referenzwelle überlagert. Allerdings wird dabei das Masterhologramm bis auf einen schmalen horizontalen Schlitz abgedeckt. Dadurch wird bei der Rekonstruktion des zweiten Hologrammes mit weißem Licht das rekonstruierte Bild in vertikaler Richtung unter verschiedenen Winkeln in unterschiedlichen Farben gesehen – daher der Name dieser Methode. Durch diesen Prozess verliert man die vertikale Parallaxe. Dies ist jedoch hinnehmbar, da die Augen nebeneinander liegen und man ohnehin wenig Parallaxe in vertikaler Richtung wahrnehmen kann. In horizontaler Richtung bleibt der dreidimensionale Eindruck erhalten.
Wenn man das Regenbogenhologramm unter monochromatischem Licht betrachtet, ist nur ein kleiner Ausschnitt des Bildes zu sehen.

### Farbholografie
Echtfarbige Hologramme können unter Verwendung von Weißlichtlasern hergestellt werden. Weißes Laserlicht lässt sich durch additive Farbmischung der drei Grundfarben rot, grün und blau erzeugen. Der holografische Film muss bei echtfarbigen Hologrammen für alle Farben empfindlich sein, was von den meisten handelsüblichen Filmen nicht geleistet wird. Bei der Rekonstruktion von echtfarbigen Transmissionshologrammen muss beachtet werden, dass das Licht mit unterschiedlichen Wellenlängen und Farben verschieden stark gebeugt wird. Daher müssen die für die Rekonstruktion verwendeten Laser einen bestimmten, von der jeweiligen Wellenlänge abhängigen Winkel zum Film haben, so dass die einzelnen roten, grünen und blauen Bilder am gleichen Ort entstehen.
Alternativ zur Verwendung eines Weißlichtlasers können holografische Filme auch nacheinander mit den drei farbigen Lasern belichtet werden.
Bei einer Variante der Mehrfachbelichtung ist auch die Verwendung von Filmmaterial möglich, das nur für eine Wellenlänge empfindlich ist. Dabei wird die Tatsache genutzt, dass die bei der Rekonstruktion reflektierte Wellenlänge von der zur Aufnahme verwendeten Wellenlänge abweicht, wenn die Filmschicht nach der Aufnahme ihre Dicke ändert. Man lässt dazu den Film vor der Belichtung z. B. in einer Lösung mit einer definierten Konzentration von Triethanolamin aufquellen. Dies kann man mit unterschiedlichen Konzentrationen vor jeder weiteren Belichtung wiederholen. Beim Entwickeln schrumpft der Film wieder, so dass bei Beleuchtung mit weißem Licht mehrere Wellenlängen rekonstruiert werden.

### Multiplexhologramme
Multiplexhologramme bilden bewegte Bilder auf einem Film ab. Um sie herzustellen, wird zuerst ein Videofilm gedreht, von dem dann jedes Bild holografisch kopiert wird. Die Hologramme der Videobilder werden der Reihenfolge nach als 2 bis 6 mm breite Streifen auf einen holografischen Film aufgenommen. Weil die Streifen eine geringe Breite haben, wirken sie allein nicht räumlich; die Dreidimensionalität entsteht erst durch stereoskopisches Sehen. Wenn der Betrachter an eine andere Stelle auf das Multiplexhologramm blickt, dann sieht er die Streifenhologramme eines anderen Videobilds und erkennt die mit dem Video aufgenommenen Bewegungen. Dadurch können bewegte Bilder in dem Hologramm festgehalten werden.

### Light-in-Flight-Holografie
Die Bedingung für das Zustandekommen eines Hologrammes ist, dass die Kohärenzlänge des Lasers größer sein muss als die optische Wegdifferenz zwischen dem Lichtweg vom Strahlteiler über das Objekt zur Fotoplatte (Objektwelle) und dem Weg vom Strahlteiler direkt zur Fotoplatte (Referenzwelle). Bei der von Nils Abramson vorgeschlagenen Light-in-Flight (LiF)-Holografie wird das Objekt unter einem sehr flachen Winkel beleuchtet. Bei Verwendung eines Lasers mit kurzer Kohärenzlänge ist die Kohärenzbedingung – die Kohärenzlänge muss größer als die optische Wegdifferenz sein – nicht mehr für das gesamte Hologramm erfüllt. Unterschiedliche Bereiche des Hologrammes speichern die von verschiedenen Objektteilen ausgehenden Wellen. Beim Blick durch unterschiedliche Hologrammbereiche sieht man jeweils unterschiedliche Objektteile. Durch kontinuierliche Variation des Beobachtungspunktes kann man wie in einer Zeitlupenaufnahme sehen, wie die zur Objektbeleuchtung verwendete Wellenfront über das Objekt gleitet. Die zeitliche Auflösung wird dabei durch die Kohärenzzeit des Lasers bestimmt. Abramson verwendete in seinen ersten Experimenten einen Argon-Ionen-Laser, der ohne die sonst üblichen modenselektierenden Elemente (Etalons) oszilliert. Der Laser hat dann eine Kohärenzlänge von einigen Zentimetern, dies entspricht einer Kohärenzzeit von einigen 10 Picosekunden. Später verwendete man Multimode-Farbstofflaser mit einer Kohärenzlänge von einigen Millimetern und einer Kohärenzzeit von wenigen Picosekunden.
Die LiF-Holografie ermöglicht eine hohe zeitliche Auflösung, kommt aber ohne Pulslaser oder Präzisionsuhren aus. Neben der Untersuchung der Ausbreitung von Wellenfronten eignet sich die Light-in-Flight-Holografie auch zur Formmessung (contouring) von Bauteilen. Abramson konnte darüber hinaus interessante Zusammenhänge zwischen der LiF-Methode und der Speziellen Relativitätstheorie aufzeigen.

### Computergenerierte Hologramme
Computergenerierte Hologramme (CGH), manchmal auch als  synthetische Hologramme bezeichnet, werden mit numerischen Methoden errechnet und dann als Transparenz gespeichert. Gegenüber der „normalen“ Holografie wird also der optische Aufzeichnungsprozess durch eine numerische Berechnung der Interferenz zwischen der vom Objekt ausgehenden Wellenfront und einer virtuellen Referenzwelle ersetzt. Dazu müssen Geometriedaten des Objekts in Form von z. B. CAD-Daten verfügbar sein. Es können also auch Hologramme von Objekten berechnet werden, die real gar nicht existieren. Häufig werden von den berechneten Hologrammen Stempel hergestellt, um Prägehologramme zu erzeugen.

### Digitale Holografie
In der Digitalen Holografie wird die Fotoplatte durch einen elektronischen CCD- oder CMOS-Sensor ersetzt. Das Hologramm wird dann digital gespeichert. Die Rekonstruktion des Bildes erfolgt mit numerischen Methoden durch Anwendung des Beugungsintegrals. Nachbearbeitungsschritte erlauben eine dreidimensionale Rekonstruktion des Objekts. Dieses Verfahren wird häufig in der holografischen Mikroskopie und in der holografischen Interferometrie eingesetzt.

## Aufnahmematerial
Die Überlagerung von Referenz- und Objektwelle erzeugt ein Interferenzmuster, dessen Ortsfrequenz durch den Winkel zwischen den Wellen bestimmt wird. Die Ortsfrequenz ist als Kehrwert der Periodenlänge in einem Muster definiert. Ein regelmäßiges Muster aus weißen und schwarzen Streifen mit einer Streifenbreite von 1 mm hat eine Periodenlänge von 2 mm, die Ortsfrequenz beträgt dann {\displaystyle f={\tfrac {1}{2}}{\tfrac {\text{LP}}{\text{mm}}}}; {\displaystyle f} wird in Linienpaaren pro Millimeter (LP/mm) gemessen.
Für die maximale Ortsfrequenz in einem Hologramm gilt
{\displaystyle f_{\text{max}}={\frac {2}{\lambda }}\sin {\frac {\theta _{\text{max}}}{2}}}
Die zur Hologrammaufzeichnung verwendete lichtempfindliche Schicht muss mindestens ein Auflösungsvermögen von {\displaystyle f_{\text{max}}} aufweisen. {\displaystyle \theta _{\text{max}}} ist der maximale Winkel zwischen Objekt- und Referenzwelle.
Dazu ein Beispiel: Wenn der maximale Winkel 30 Grad beträgt, dann ergibt sich für die maximale Ortsfrequenz bei einer Wellenlänge von 532 nm {\displaystyle f_{\text{max}}=973{\tfrac {\text{LP}}{\text{mm}}}}.
Aus obiger Gleichung ergibt sich auch der Netzebenenabstand von einer halben Wellenlänge in der Reflexionsholografie: Hier beträgt der maximale Winkel 180 Grad, daraus ergibt sich dann der Netzebenenabstand als Kehrwert der maximalen Ortsfrequenz.
Holografische Filme können wie die herkömmlichen Filme für die Fotografie aus einem Gel bestehen, in dem sich Silberhalogenide befinden. Die Silberhalogenide zerfallen unter Lichteinwirkung in Silberkristalle und  freie Halogene. Die fein verteilten Silberkristalle bewirken eine Schwärzung des Films an den Intensitätsmaxima. Die belichteten Filme werden wie bei normaler Fotografie in verschiedenen Bädern entwickelt. Auf diese Weise entsteht ein Amplitudenhologramm.
Allerdings müssen die Silberkristalle bei holografischen Filmen wesentlich kleiner sein, um die nötige Auflösung zu ermöglichen. Setzt man Bleichprozesse ein, so können örtliche Verteilungen von Silberhalogenidkristallen erzeugt werden, die keine Absorption, jedoch einen abweichenden Brechungsindex aufweisen. Auf diese Weise können Phasenhologramme entwickelt werden.

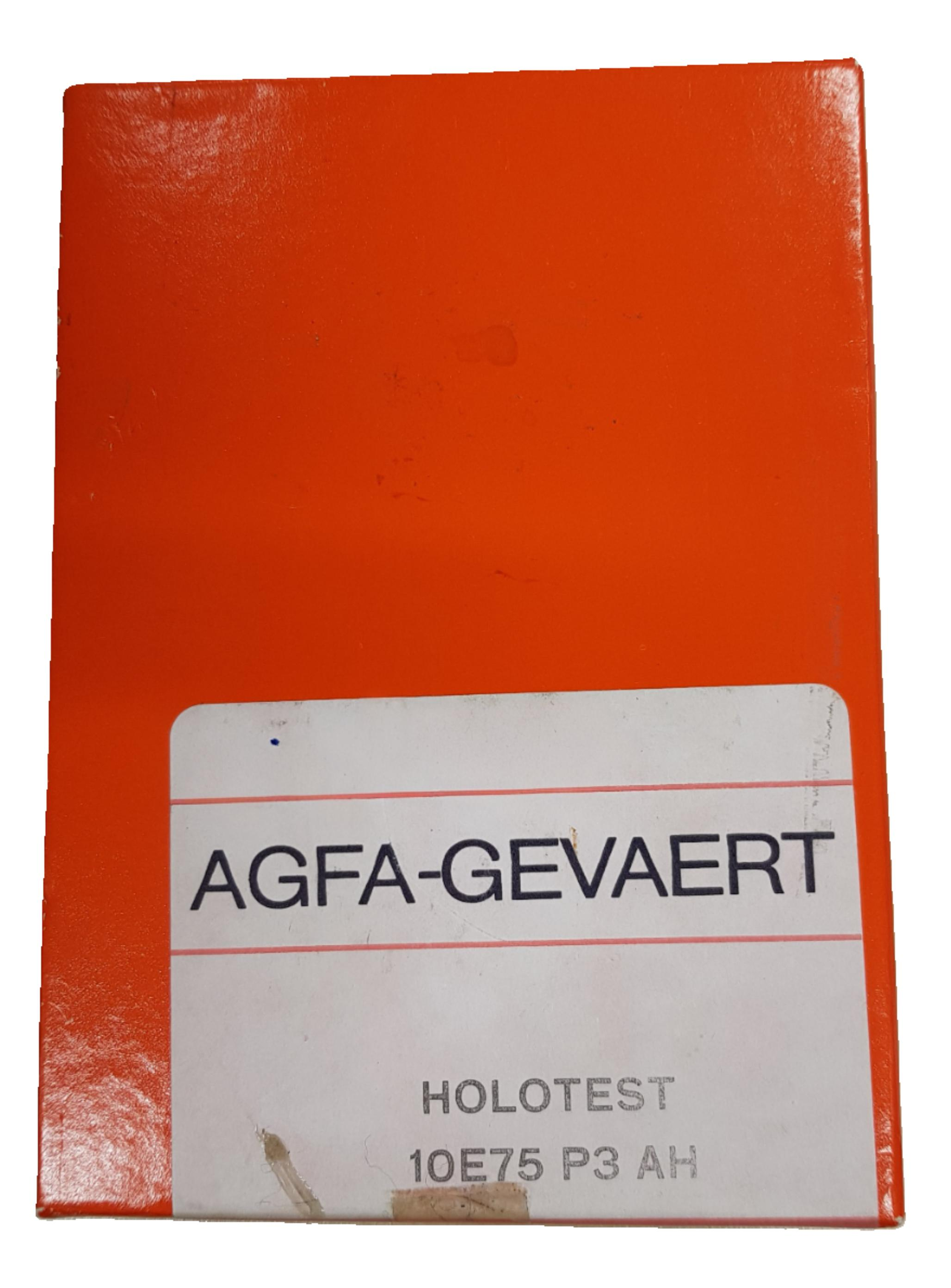
Schachtel mit holografischem Filmmaterial

Fotolacke (Fotoresist) verändern sich bei der Belichtung so, dass ein Teil verfestigt wird und der restliche Fotolack entfernbar ist. Bei Positivlacken bleiben die unbelichteten Bereiche fest, bei Negativlacken verfestigen sich die belichteten Bereiche. Wenn der ablösbare Anteil entfernt wird, bleiben nur die festen Fotolack-Bereiche als Erhöhungen im holografischen Film. Durch die Erhöhungen und Vertiefungen im Film entsteht ein Relief, weshalb bei der Verwendung von Fotolacken Phasenhologramme entstehen. Diese Filme eignen sich gut als Vorlagen für Stempel, mit denen Prägehologramme hergestellt werden.
Einige Stoffe ändern ihren Brechungsindex in Abhängigkeit von der Belichtung aufgrund des photorefraktiven Effekts. Beispiele für photorefraktive Aufnahmematerialien sind Lithiumniobat, Bariumtitanat und Galliumarsenid. In photorefraktiven Kristallen gespeicherte Hologramme können wieder gelöscht werden, die Kristalle können beliebig oft wiederverwendet werden.
Dichromatgelatine ermöglicht hohe Auflösungen (es sind Filme mit bis zu 5000 LP/mm erhältlich) und ermöglicht sehr helle Transmissions- und Reflexionshologramme. Das Material ist am empfindlichsten für violettes bis grünes Licht und reagiert nicht auf rotes Licht. Eine Sensibilisierung für rotes Licht kann durch Beigabe von Farbstoffen erreicht werden. Dichromatgelatine benötigt bei der Belichtung eine hohe Lichtintensität. Sie ist außerdem sehr empfindlich gegenüber Umwelteinflüssen wie Temperaturschwankungen und Feuchtigkeit, es können aber Hologramme mit sehr hoher Qualität hergestellt werden.
Die Luftfeuchtigkeit beschädigt die Dichromatgelatine, deshalb muss das Hologramm versiegelt werden, indem der Film auf eine Glasplatte geklebt wird.
Bei Fotopolymeren wird die Polymerisation durch Belichtung hervorgerufen. Dadurch verändern sich die optischen Eigenschaften wie der Brechungsindex, und ein Hologramm entsteht. Die Fotopolymere werden fixiert, indem sie mit einer inkohärenten Lichtquelle beleuchtet werden. Fotopolymere sind für die Herstellung von Transmissions- und Reflexionshologrammen geeignet.
Thermoplastischer Film stellt ein weiteres Aufzeichnungsmaterial dar. Der Film wird nicht chemisch entwickelt. Vor der Aufnahme wird der Film elektrostatisch geladen und dadurch sensibilisiert. Bei der Belichtung verändert der Film seine Leitfähigkeit in Abhängigkeit der Lichtintensität. Die Entwicklung erfolgt durch Erwärmung.
Thermoplastischer Film kann wieder gelöscht und mehrmals wiederverwendet werden. Komplette Thermoplastkameras sind (oder waren) kommerziell erhältlich. Nachteilig ist das bandbegrenzte Auflösungsvermögen von etwa 500 bis 1200 LP/mm. Dies begrenzt den maximalen Winkel zwischen Objekt- und Referenzwelle auf etwa 30 Grad (siehe obiges Beispiel).
Schließlich werden in der Digitalen Holografie CCD- oder CMOS-Kameras direkt zur Hologrammaufzeichnung eingesetzt. Heutige CMOS-Sensoren haben Pixelabstände (pixel pitch) bis zu 1,1 μm (Stand Mai 2021). Dies entspricht einer Auflösung von 450 LP/mm. Der Winkel zwischen den interferierenden Strahlen ist daher noch auf etwa 15 Grad beschränkt.
Diese Auflistung von Aufnahmematerialien orientiert sich grob an P. Hariharan: Optical Holography Cambridge 1984.

## Anwendungen

### Holografisch-optische Bauelemente (HOE)
Holografisch-optische Bauelemente sind Elemente, deren holografische Eigenschaften für die Optik von Geräten verwendet werden. Es lassen sich mit Hologrammen herkömmliche Linsen, Spiegel und Prismen ersetzen; von besonderem Vorteil sind aber oft die zusätzlichen holografischen Eigenschaften.
Das einfachste holografische Bauelement ist die Fresnelsche Zonenplatte, die wegen ihrer Eigenschaften auch Zonenlinse genannt wird. Eine Zonenlinse ist das Hologramm eines Punktes und wirkt daher als Transmissionshologramm gleichzeitig wie eine Sammellinse, wenn das reelle Bild betrachtet wird, und eine Streulinse, wenn man vom virtuellen Bild ausgeht.
HOEs haben spezielle Eigenschaften wie zum Beispiel die Selektivität der Farbe und des Einfallswinkels von Licht. Die Bauelemente können zum Beispiel für einen bestimmten Einfallswinkel das Licht brechen, für die anderen aber vollkommen transparent sein. Die unterschiedliche Beugung des Lichtes abhängig von seiner Wellenlänge ermöglicht die Aufspaltung in Spektralfarben wie bei Prismen. Es ist möglich, mit Hilfe von Reflexionshologrammen planare Spiegel, Hohlspiegel oder Wölbspiegel zu konstruieren, die beispielsweise das Licht so reflektieren, dass der Einfallswinkel anders als der Ausfallswinkel ist.
Zur Anwendung kommen HOEs in Barcodescannern, Laserscannern und in Head-up-Displays. Das Modell 3687 des Strichcodescanners vom Unternehmen IBM enthält zum Beispiel aus Dichromatgelatine hergestellte Hologramme, um die Codes schneller und zuverlässiger lesen zu können. Die Vorteile von HOEs sind, dass sie im Gegensatz zu den konventionellen aus Glas oder Kunststoff gefertigten optischen Elementen leichter, wegen der nicht notwendigen Krümmung wesentlich flacher und zugleich sehr transparent und exakt sind. Allerdings sind die Hologramme noch relativ teuer und empfindlicher im Vergleich zu den gläsernen Elementen.
HOEs können zudem andere Spektralbereiche der elektromagnetischen Wellen beeinflussen. Entweder werden dafür die Hologramme durch Belichtung mit zum Beispiel Röntgenstrahlung auf einem geeigneten Film hergestellt, oder die Interferenzmuster von für sichtbares Licht selektiven Hologrammen werden durch Quellmittel so verändert, dass sich ihre Selektivität in andere Spektralbereiche verschiebt.

### Echtheitszertifikate

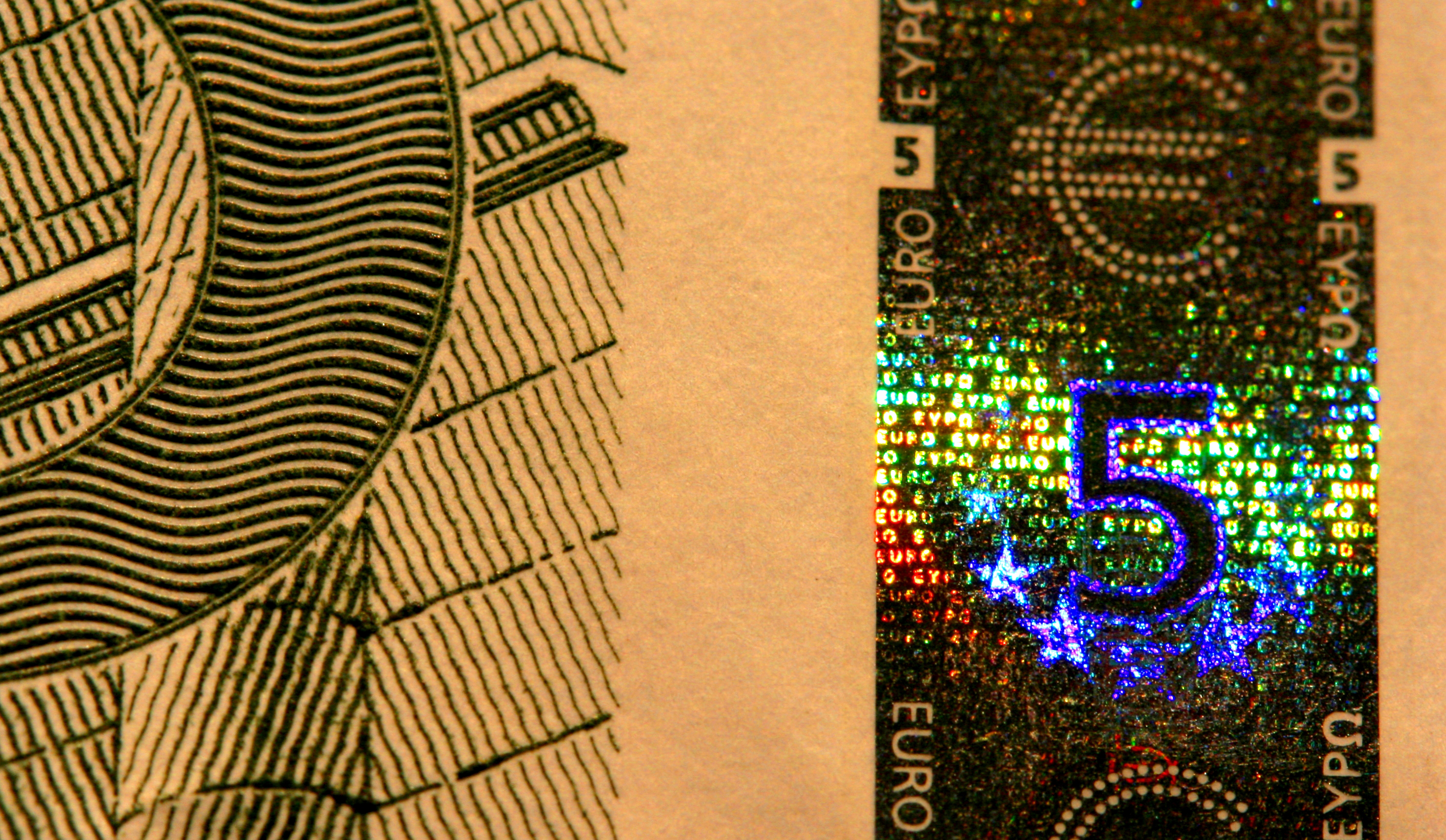
Der Kinegrammstreifen auf einem 5-Euro-Schein

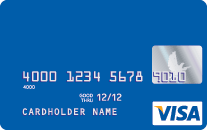
Hologramm mit der Abbildung einer Taube auf einer Kreditkarte

Zum Schutz vor Fälschungen werden auf die meisten Geldscheine und Pässe Hologramme oder Kinegramme aufgedruckt, weil diese nur sehr schwer zu kopieren sind. Diese Technik wird auch bei Eintrittskarten für Sport- und Musikveranstaltungen verwendet. Hologramme und Kinegramme werden häufig verwechselt; Hologramme zeigen 3D-Bilder (z. B. auf EC- oder Kreditkarten), Kinegramme dagegen 2D-Bewegungsabläufe bei sich änderndem Blickwinkel.
In Entwicklung sind Verfahren, bei denen Hologramme zum Fälschungsschutz mit Sprengstoff in Stahlbauteile eingeprägt werden.

### Medizin
In der Medizin wird an Verfahren zur dreidimensionalen Gesichtsprofilvermessung mit Holografie geforscht. Bei Operationen im Gesicht sind sorgfältige Planungen notwendig, wofür das Gesicht ausgemessen werden muss. Herkömmliche Verfahren erwiesen sich als aufwendig und wegen der unwillkürlichen Bewegungen der Patienten als ungenau. Hologramme von Gesichtern, die mit gepulsten Lasern in 25–35 Nanosekunden aufgenommen werden, geben exakte Informationen über die Maße und die räumliche Tiefe des Gesichtes. Um die Daten auf den Computer zu übertragen, wird von jeder räumlichen Ebene des holografischen Bildes eine Kameraaufnahme angefertigt. Die entstehenden Schnittbilder können am Computer zusammengefügt und analysiert werden.
Ende 2020 wurde durch eine Forschungsgruppe in Zürich unter der Leitung vom Wirbelsäulenchirurgen Mazda Farshad die weltweit erste direkte holografische Navigation für das Setzen von Schrauben in Wirbelkörpern durchgeführt. Ebenfalls von Bedeutung für chirurgische Eingriffe ist die in Entwicklung befindliche holografische Endoskopie.

### Holografische Endoskopie
Mit holografischer Endoskopie wird es möglich, räumliche Bilder aus dem Körperinneren oder von schwer zugänglichen Stellen in Maschinen zu übertragen. Der wichtigste Vorteil gegenüber der konventionellen Endoskopie ist aber die Möglichkeit, interferometrische Messsysteme in die Endoskope zu integrieren. Damit können Schwingungen und Verformungen in Bauteilen oder in der Medizin an Organen sichtbar gemacht werden. Es werden für die holografische Endoskopie gepulste Laser verwendet, d. h., es kann auch eine hohe zeitliche Auflösung der Bilder erreicht werden.
Das Institut für Technische Optik der Universität Stuttgart entwickelte bereits Prototypen für diese Endoskope.

### Archäologie
Mit holografischen Aufnahmegeräten ist es möglich, Hologramme von archäologischen Fundstücken zu erstellen. Die Hologramme können dann am Computer weiterverarbeitet werden. Es entfällt der Aufwand für den Transport der Fundstücke, der ein Beschädigungsrisiko darstellt. Die Auswertung der Hologramme kann an einem anderen Ort erfolgen, denn sie enthalten alle räumlichen Informationen über die Gegenstände. Außerdem lassen sich die Bilder mehrerer Bruchstücke, beispielsweise von Tongefäßen, am Computer zusammenfügen.
An der Universität Münster werden zum Beispiel sehr hochauflösende und echtfarbige Hologramme von alten Keilschrifttafeln erstellt, um sie am Computer zusammenzufügen und ihre Lesbarkeit zu erhöhen.
Das Forschungszentrum caesar nahm unter anderem eine 2000 Jahre alte Moorleiche holografisch auf, um später das Gesicht zu rekonstruieren.

### Holografische Interferometrie
Mit Hilfe der holografischen Interferometrie ist es möglich, kleinste Verformungen oder Bewegungen von Objekten zu messen. Dabei kommen drei verschiedene Verfahren zum Einsatz:
Beim Doppelbelichtungsverfahren wird von einem Gegenstand vor und nach seiner Verformung ein Hologramm auf demselben Film aufgenommen. Bei der Rekonstruktion entstehen zwei entsprechend der Verformung geringfügig gegeneinander verschobene Bilder. Diese beiden Bilder interferieren und erzeugen so ein holografisches Interferenzmuster.

Holografisches Interferenzmuster (Doppelbelichtung, thermische Belastung)

Das Echtzeitverfahren ermöglicht es, die Verformungen eines Gegenstands in Echtzeit zu beobachten. Dafür wird zuerst ein Hologramm des Gegenstands vor der Veränderung angefertigt. Durch Überlagerung des aus dem Originalhologramm rekonstruierten Bildes mit dem Livebild des veränderten Objektes entstehen Interferenzstreifen. Laständerungen am Objekt können in Echtzeit beobachtet werden.
Die mit dem Doppelbelichtungs- oder dem Echtzeitverfahren erzeugten Interferenzstreifen lassen sich qualitativ oder quantitativ auswerten. Bei der qualitativen Auswertung sucht man nach Bereichen mit auffällig veränderter Streifendichte. Diese Bereiche sind ein Indikator für Fehlstellen unter der Oberfläche des Bauteils. Bei der quantitativen Auswertung wird aus dem Interferogramm ein Phasenbild berechnet. Aus diesem kann bei bekannter Aufnahmegeometrie die Objektverformung infolge der Belastung berechnet werden.
Beim Zeitmittelungsverfahren (Time-Average-Holografie) nimmt man einen sich bewegenden Gegenstand während des Veränderungsvorganges als Hologramm auf. Man kann damit Schwingungen sichtbar machen, indem man sich zunutze macht, dass ein schwingendes Objekt sich in seinen Umkehrpunkten länger aufhält als an den übrigen Punkten. Das Verfahren wird zur Optimierung von Klangkörpern bei Musikinstrumenten, zur Geräuschminimierung bei der Motorenherstellung sowie zur Beseitigung von Vibrationen in Präzisionsmaschinen verwendet.
Holografische Interferometrie wird zum Beispiel angewendet, um Reifenformen bei unterschiedlichen Drücken zu vergleichen. Das Messverfahren eignet sich gut für die Schwingungsanalyse, denn durch Ausmessen der Schwärzungen auf dem holografischen Film lassen sich die akustischen Wellenlängen bestimmen.
Die Verformungen von z. B. Flugzeugflügeln und anderen Bauteilen unter Wärmezufuhr oder Belastung lassen sich mit dem Doppelbelichtungsverfahren oder dem Echtzeitverfahren visualisieren.
Mit dem Doppelbelichtungsverfahren lässt sich die Wachstumsgeschwindigkeit von Pilzen in nur wenigen Sekunden bestimmen, so dass der Nährstoffbedarf für Pilzkulturen berechnet werden kann.
Allerdings wird die Holografische Interferometrie auf Basis von auf Filmmaterial gespeicherten Hologrammen fast nur noch im Labor eingesetzt, da der Aufnahme- und Entwicklungsprozess sehr störanfällig ist und relativ lange dauert. Stattdessen werden Weiterentwicklungen eingesetzt: In der Elektronischen Specklemuster-Interferometrie werden Bilder der zu untersuchenden Objekte in der Bildebene so mit der Referenzwelle überlagert, dass die bei der Interferenz entstehenden Ortsfrequenzen mit einem CCD-Sensor aufgezeichnet werden können. Die Korrelation von in unterschiedlichen Lastzuständen aufgezeichneten Interferogrammen ergibt dann ähnliche Streifenmuster wie in der Holografischen Interferometrie. Eine Weiterentwicklung (oder Variante) des ESPI-Verfahrens ist die Shearografie. Diese Methode ist sehr robust im Hinblick auf Erschütterungen, da die interferierenden Teilwellen beide über das Objekt geführt werden. Schließlich wird auch die Digitale Holografie (siehe oben) zur interferometrischen Messung von Verformungen eingesetzt.

### Röntgenholografie
Am Berliner Synchrotron BESSY ist es Wissenschaftlern erstmals gelungen, Hologramme von Nanostrukturen aufzunehmen. Dazu wurde intensive Röntgenstrahlung verwendet. So konnten die magnetischen Domänen in einem Cobalt-Platin-Film mit einer Auflösung von 50 Nanometern abgebildet werden. Da Röntgenstrahlung mit einem beträchtlichen kohärenten Anteil in Form von Synchrotronstrahlung an eigens dafür gebauten Synchrotronstrahlungsquellen und insbesondere an Freie-Elektronen-Lasern zunehmend zur Verfügung steht, findet Röntgenholografie als hochauflösendes Abbildungsverfahren zunehmend Verbreitung.

### Kunst
Die Holografie ist auch aufgrund der faszinierenden räumlichen Darstellung in der Kunst verbreitet. Lloyd Cross war im Jahre 1971 Mitbegründer der ersten Schule für Holografie in Kalifornien. Im Jahr 1978 schuf Steven A. Benton wohl eines der prägendsten Regenbogen-Transmissionshologramme der damaligen Zeit. Es trägt den Titel „Rind II“ und zeigt in Anlehnung an M. C. Escher einen menschlichen Kopf, der aus einem flachen Band entsteht. Es entstanden Museen wie beispielsweise in Deutschland das Holarium in Esens (Niedersachsen) und das Museum für Holografie in Nordrhein-Westfalen. Das von Matthias Lauk gegründete Museum für Holografie in Pulheim war über viele Jahre Zentrum der deutschen Holografie-Szene. Mittlerweile ist die ehemalige „Sammlung Lauk“ im LVR-Landesmuseum Bonn beheimatet, wo sie aus konservatorischen Gründen nur noch gelegentlich gezeigt wird. Bereits in den 1980er Jahren gründete der Holograph Detlev Abendroth die AKS-Holographie Galerie in Essen.
Die Holografiekunst ist eine Form der Medienkunst. Das Zentrum für Kunst und Medientechnologie (ZKM) in Karlsruhe besitzt europaweit eine der größten Sammlungen an künstlerischer Holografie.

### 3D-Druck
Inzwischen gibt es Ansätze, holografische Verfahren für die additive Fertigung zu nutzen, Fertigungsverfahren, bei denen Material Schicht für Schicht aufgetragen wird.

### Sonstige Anwendungen
Die konoskopische Holografie ist ein optisches Messprinzip für die berührungslose Messung von Formabweichungen.
Holografische Speicher werden als Alternative zu elektronischen Speichern untersucht. Hologramme haben gegenüber anderen Speichermedien den Vorteil, dass durch etwaige Fehler keine Informationen verloren gehen, da man aus jedem Teilbereich eines Hologrammes jeweils die gesamte Information rekonstruieren kann.
Ähnlich einem zweidimensionalen Hologramm, das eine dreidimensionale Bildinformation enthält, wird das sogenannte holografische Prinzip in den Theorien der Quantengravitation postuliert. Das Prinzip sagt, dass jede Information, die das Flächenmaß des Ereignishorizonts eines Schwarzen Loches überschreitet, auf der vom Schwarzschildradius aufgespannten Grenzfläche vollständig codiert ist.